# Tommy Carlsson
Tommy Konrad Carlsson, född 7 augusti 1968 i Nylöse kyrkobokföringsdistrikt, Göteborgs och Bohus län, är en trummis och sångare, och medlem av dansbandet Arvingarna. Han är äldre bror till Kim Carlsson och son till Hasse Carlsson, sångare i Flamingokvintetten.